# Wesoła
Wesoła là một quận của thành phố Warszawa từ ngày 27 tháng 10 năm 2002. Wesoła nằm ở khu vực đông nam của thành phố.
Wesoła đã thành thị xã ngày 17 tháng 12 năm 1968, sau đó đã được nhập vào khu vực gồm Wola Grzybowska, Wesoła, Groszówka, Grzybowa, Zielona và Stara Miłosna. Sự phát triển khu vực này đã nhờ vào vị trí địa lý nằm trên 3 tytến đường quan trọng: Tuyến Cũ Stary Trakt, Tuyến thứ hai là Trakt Brzeski và tuyến thứ 3 là Kolej Terespolska (tuyến đường ray Terespol).